# آزای سوکه‌ماسا
آزای سوکه‌ماسا (به ژاپنی: 浅井 亮政 Azai Sukemasa); ۱ ژانویهٔ ۱۴۹۱ – ۲۱ ژانویهٔ ۱۵۴۶) سامورایی در دوره شوگون‌سالاری آشیکاگا اهل ژاپن بود. پدر  آزای هیساماسا و سازنده قلعه اودانی در ولایت اومی بود.